# Hulpverleningsvoertuig (brandweer)
Een hulpverleningsvoertuig is een brandweervoertuig dat specifiek ingericht is voor technische hulpverlening. Het is in feite een rijdend gereedschapsmagazijn.
De brandweer in Nederland gebruikt twee gestandaardiseerde typen hulpverleningsvoertuigen: HV-1 en de HV-2
Voor beide voertuigen heeft de Directie Rampenbeheersing en Brandweer (ministerie van BZK) een standaardbestek vastgesteld.
In de praktijk kan de bepakking van het hulpverleningsvoertuig iets afwijken van deze standaardlijst. Dit is afhankelijk van plaatselijke omstandigheden en actuele ontwikkelingen.
De hulpverleningsvoertuigen worden primair ingezet bij technische hulpverlening waarbij de standaardbepakking van de tankautospuit ontoereikend is (qua aantal of capaciteit). Voorbeelden hiervan zijn ongevallen met vrachtwagens waarbij personen bekneld zitten, (dreigende) instorting van gebouwen, grote ongevallen.
Standaard heeft een hulpverleningsvoertuig twee of drie mensen aan boord. Het voertuig heeft in principe een ondersteunende functie en rukt bijna altijd samen met een tankautospuit uit naar een incident (uitgezonderd heel kleine incidenten zoals een buitensluiting e.d.). Bij grotere ongevallen maakt een hulpverleningsvoertuig onderdeel uit van een brandweerpeloton.

## Twee uitrustingsniveaus
De Nederlandse hulpverleningsvoertuigen HV-1 en HV-2 beschikken over materiaal dat bij verschillende soorten hulpverlening gebruikt kan worden.
De basis van de bepakking van een HV-1 en HV-2 is gelijk. De verschillen tussen de HV-1 en de HV-2 worden bepaald door het extra uitrustingsniveau van het voertuig.
HV-1: 
- een 50kN-lier
- een 20kWA-aggregaat
- extra bepakking voor het optreden bij ongevallen met gevaarlijke stoffen
- 4-wielaandrijving

HV-1 en HV-2:
- Stabilisatieblokken/stophout
- Hydraulisch redgereedschap
- Hefkussens
- Dommekrachten
- Handgereedschap
- Gewapende kunststof folie
- Materialen voor glasmanagement
- Afdichtingskussen
- Vloeistofongevallenpompen
- Reservoirs
- Rioolkolkafsluiters
- Ademluchttoestellen
- Stempels
- Dekzeilen
- Kunststof folie
- Nietapparaten
- Staaldraadtakel
- Takel- en liergereedschap
- Verlichting
- Lijkzakken

Een autokraan is optioneel.